# António Augusto Carvalho Monteiro

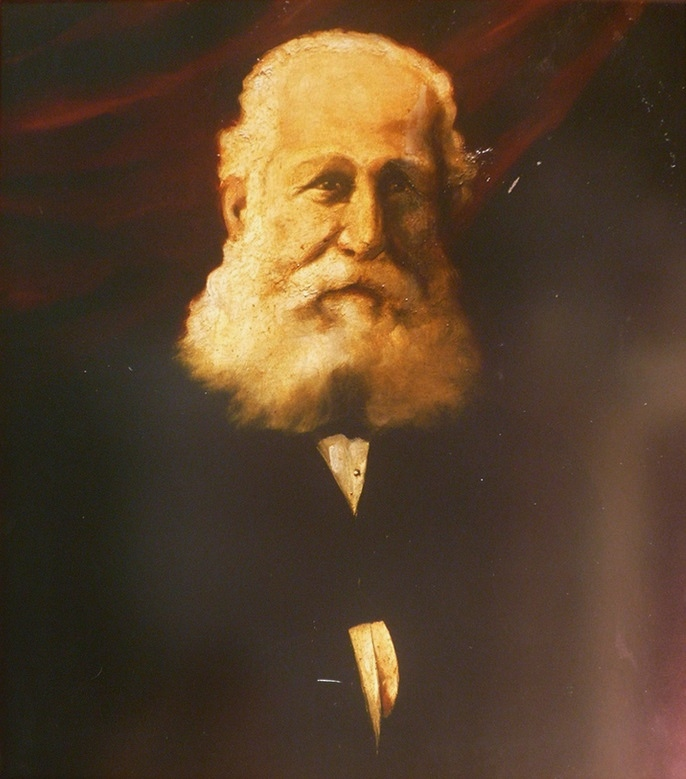
António Augusto Carvalho Monteiro

António Augusto de Carvalho Monteiro, Barão (Baron) de Regaleira, (* 27. November 1848 in Rio de Janeiro, Brasilien; † 24. Oktober 1920 in Lissabon, Portugal) war ein portugiesischer Unternehmer, Exzentriker, Kunstsammler und Freimaurer.
Er gehörte zu den „Kaffeebaronen“ in Brasilien. Weltbekannt wurde er durch seinen Sitz, das von ihm selbst entworfene Schloss Quinta da Regaleira in Sintra, heute UNESCO-Welterbe. Er gehörte zu den reichsten Menschen, die jemals in Portugal gelebt haben, und erhielt damals schon den Titel „Monteiro, o millionario“ (Monteiro der Millionär).

## Leben und Wirken
Er entstammte einer Familie, die nach Brasilien ausgewandert war und dort ihr Glück im Kaffeeanbau, Edelsteinabbau und Handel gemacht hatte. Die Familie erlangte damit erheblichen Reichtum. Monteiro studierte Rechtswissenschaften an der Universität Coimbra und beendete sein Studium 1871. Nach dem Tod seines Vaters erbte er den Titel eines Barons da Regaleira.
Zeitlebens mit der Führung der Firma in Brasilien beschäftigt, wo er zwischen 1871 und 1879 lebte, um dann endgültig nach Portugal zurückzukehren, beauftragte er 1892 den italienischen Architekten Luigi Manini mit dem Bau des Anwesens, das er vorher vom Staat in Sintra erworben hatte. Es entstand bis 1910 ein Anwesen mit dem Schloss, einer Kapelle, Tempeln, einem riesigen Brunnen und einem sehr großen Park. Das Anwesen gehörte zu den größten in Portugal und wurde nur von den Palästen des Königs übertroffen.
Der exzentrische Mann, der auch Freimaurer war, ließ die Innenausstattung mit eindeutigen Freimaurersymbolen belegen. Er war Kunstsammler von unschätzbaren Büchern und Gemälden, er sammelte auch Insekten und besaß ein riesiges Herbarium. Er besaß als einziger weltweit eine extra für ihn gefertigte Uhr, die als die komplizierteste in der Geschichte der Uhrmacherei galt. Monteiro liebte Literatur, Naturwissenschaften und insbesondere Musik, vor allem die Richard Wagners.
António Augusto Carvalho Monteiro starb 1920 mit 71 Jahren und wurde er auf dem Prominentenfriedhof Cemitério dos Prazeres beigesetzt. Er erhielt eine monumentale Grabstätte, ebenfalls von Luigi Manini geschaffen.